# Herr und Diener (1917)
Herr und Diener ist ein deutsches Stummfilmdrama aus dem Jahre 1917 unter der Regie von Adolf Gärtner mit Albert Bassermann in einer Doppelrolle.

## Handlung
Der angesehene Professor Marco Spaangard plant eine groß angelegte Weltreise und verpflichtet als seinen persönlichen Diener einen gewissen Georg Lindemann. Der sieht dem Herrn Professor bis aufs Haar ähnlich. Während der Reise erkrankt der Professor schwer und ist fortan gelähmt. Als beide Männer nach mehreren Jahren zurückkehren nimmt der Diener die Position seines Herrn ein. Lange Zeit fällt das niemandem auf, bis eines Tages Prof. Spaangards Dienstmädchen einen Verdacht schöpft und den Diener Lindemann entlarvt.

## Produktionsnotizen
Herr und Diener entstand im Greenbaum-Film-Atelier in Berlin-Weißensee. Der Film passierte die Zensur im Oktober 1917 und wurde im November 1917 im Marmorhaus uraufgeführt. Der Film besaß ein Vorspiel und drei Akte und war 1499 Meter lang.
Das Drehbuch schrieb Albert Bassermanns Gattin Else Bassermann unter dem Pseudonym Hans Hennings.

## Kritiken
„Ein Film voll Hochspannung, geistreich und klug ersonnen, mit Sorgfalt und Sicherheit inszeniert, brillant photographiert und als Trumpf – Bassermann in der Hauptrolle. (…) Mit grandioser Virtuosität bewältigt Bassermann alle Anforderungen, welche die Darstellung dieser schwierigen Doppelrolle an ihn stellt. Seine naturalistische Detaillierungskunst, sein ausdrucksvolles Gebärdenspiel erzielten eine wahrhaft erschütternde Wirkung. Es war ein ästhetischer Genuß, sein Minenspiel während der Begegnung mit Mutter und Kind zu beobachten. (…) Auch die übrigen Darsteller, besonders Else Bassermann, standen hinter Bassermann nicht zu sehr zurück. Gärtners fabelhafte Regie, die Innenausstattung der von ihm geschaffenen Räume sind ein Erfolg für sich.“

In Paimann’s Filmlisten ist zu lesen: „Stoff und Photos sehr gut, Spiel ausgezeichnet.“